# レスリー・ジョーヌ
レスリー・ジョーヌ（Leslie Djhone、1981年3月18日 - ）はコートジボワール系フランス人の陸上競技選手、専門は400mを主とする短距離走。アテネオリンピックおよび北京オリンピック男子400mフランス代表。2007年フランス選手権および2005年-09年フランス室内選手権400m優勝者。コートジボワール・アビジャン出身。身長187cm、体重73kg。

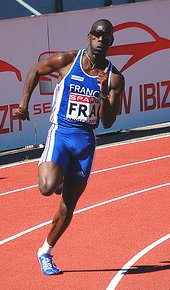
2008年フランス・アヌシーにて

2003年世界陸上競技選手権パリ大会400mでは44秒83の記録で4位、4×400mRではフランス代表の第1走者として疾走、優勝した。2004年アテネオリンピック400mでは44秒94の記録で7位、4×400mRではアンカーを務めたが1次予選敗退となった。2005年世界陸上競技選手権ヘルシンキ大会400mでは1次予選敗退、4×400mRでは6位となった。2007年世界陸上競技選手権大阪大会400mでは44秒59の記録で5位、また準決勝にて44秒46のフランス記録をマークした。
2008年北京オリンピック400mでは45秒11の記録で5位、決勝でのリアクションタイムは8人中最短の0秒164であった。2009年世界陸上競技選手権ベルリン大会400mでは45秒90の記録で8位。
その他、2006年ヨーロッパ陸上競技選手権400mで3位、4×400mRでは第1走者を務め優勝を飾るなど活躍を誇った。マルク・ラキーユ、ナマン・ケイタとは4×400mRフランス代表として度々チームを組んだ。2010年2月フランス室内選手権400mで45秒85を記録、ステファン・ディアガナが18歳の時に樹立したフランス室内記録を0秒17更新した。

## 記録
- 100m - 10秒55（2003年）
- 200m - 20秒67（2004年）
- 400m - 44秒46（2007年）
- 走幅跳 - 7m92（1999年）

## 主な戦績
| 年度     | 大会名                             | 開催地                        | 順位     | 種目     |
| フランス | フランス                           | フランス                      | フランス | フランス |
| -------- | ---------------------------------- | ----------------------------- | -------- | -------- |
| 2000     | 世界ジュニア陸上競技選手権         | サンティアゴ（ チリ）         | 2位      | 4x400mR  |
| 2002     | ヨーロッパ陸上競技選手権           | ミュンヘン（ ドイツ）         | 3位      | 4x400mR  |
| 2003     | 世界陸上競技選手権                 | パリ（ フランス）             | 4位      | 400m     |
| 2003     | 世界陸上競技選手権                 | パリ（ フランス）             | 優勝     | 4x400mR  |
| 2004     | アテネオリンピック                 | アテネ（ ギリシャ）           | 7位      | 400m     |
| 2004     | IAAFワールドアスレチックファイナル | モンテカルロ（ モナコ）       | 4位      | 400m     |
| 2005     | 世界陸上競技選手権                 | ヘルシンキ（ フィンランド）   | 6位      | 4x400mR  |
| 2006     | ヨーロッパ陸上競技選手権           | イェーテボリ（ スウェーデン） | 3位      | 400m     |
| 2006     | ヨーロッパ陸上競技選手権           | イェーテボリ（ スウェーデン） | 優勝     | 4x400mR  |
| 2007     | 世界陸上競技選手権                 | 大阪（ 日本）                 | 5位      | 400m     |
| 2008     | 北京オリンピック                   | 北京（ 中華人民共和国）       | 5位      | 400m     |
| 2009     | 世界陸上競技選手権                 | ベルリン（ ドイツ）           | 8位      | 400m     |
| 2009     | 世界陸上競技選手権                 | ベルリン（ ドイツ）           | 7位      | 4x400mR  |

## 参考資料・外部リンク
- レスリー・ジョーヌ - ワールドアスレティックスのプロフィール（英語）
- レスリー・ジョーヌ - Olympedia（英語）
- ウォーリナー 男子400メートルで金メダルに AFPBB(07-09-01).
- 北京五輪出場選手らが大挙来日、各地で調整 AFPBB(08-07-24).